# Roscoe, Texas
Roscoe là một thành phố thuộc quận Nolan, tiểu bang Texas, Hoa Kỳ. Năm 2010, dân số của xã này là 1322 người.

## Dân số
- Dân số năm 2000: 1378 người.
- Dân số năm 2010: 1322 người.